# Валлин, Никлас
Никлас Валлин (швед. Niclas Wallin; род. 20 февраля 1975, Буден, Швеция) — шведский хоккеист, защитник. Завершил карьеру игрока в 2013 году.

## Карьера

### Клубная
Начинал карьеру в клубе «Bodens IK» из родного города, затем играл за «Брюнес ИФ». На драфте НХЛ 2000 года выбран в 4 раунде под общим 97 номером командой «Каролина Харрикейнз», за которую выступал (с перерывом на локаут) до февраля 2010 года, когда перешёл в «Сан-Хосе Шаркс», где выступал до 2011 года. По условиям сделки «Каролина», отдав Валлина, получила от «Сан-Хосе» право выбора во втором раунде драфта и отдала «Сан-Хосе» право выбора в пятом раунде.
В 2011 году вернулся в Швецию, подписав контракт с клубом «Лулео», за который он уже играл в сезоне 2004/05 из-за локаута.

### Международная
Участник ЧМ-2008 в составе сборной Швеции (7 игр, очки: 2+2; 4-е место).

## Награды
- Чемпион Элит серии, 1999 («Брюнес ИФ»)
- Обладатель Кубка Стэнли, 2006 («Каролина Харрикейнз»)

## Статистика
```
                                            --- Regular Season ---  ---- Playoffs ----
Season   Team                        Lge    GP    G    A  Pts  PIM  GP   G   A Pts PIM
--------------------------------------------------------------------------------------
1996-97  Brynäs IF Gävle             SEL    47    1    1    2   16  --  --  --  --  --
1997-98  Brynäs IF Gävle             SEL    46    2    4    6   95
1998-99  Brynäs IF Gävle             SEL    46    2    4    6   52  14   0   0   0   8
1999-00  Brynäs IF Gävle             SEL    48    7    9   16   73
2000-01  Cincinnati Cyclones         IHL     8    1    2    3    4   3   0   0   0   2
2000-01  Carolina Hurricanes         NHL    37    2    3    5   21   3   0   0   0   2
2001-02  Carolina Hurricanes         NHL    52    1    2    3   36  23   2   1   3  12
2002-03  Carolina Hurricanes         NHL    77    2    8   10   71  --  --  --  --  --
2003-04  Carolina Hurricanes         NHL    57    3    7   10   51  --  --  --  --  --
2004-05  Luleå HF                    SEL    39    6    7   13   89   3   0   1   1   6
2005-06  Carolina Hurricanes         NHL    50    4    4    8   42  25   1   4   5  14
2006–07	 Carolina Hurricanes	     NHL    67	  2    8   10	48  --  --  --  --  --
2007–08	 Carolina Hurricanes	     NHL    66	  2    6    8	54  --  --  --  --  --
2008–09	 Carolina Hurricanes	     NHL    64	  2    8   10	42  18	 0   0	 0   4
2009–10	 Carolina Hurricanes	     NHL    47	  0    5    5	26  --  --  --  --  --
2009–10	 San Jose Sharks	     NHL    23    0    2    2	23   6	 0   0	 0   2
2010–11	 San Jose Sharks	     NHL    74    3    5    8	46  18	 1   3	 4  10
2011-12  Luleå HF                    SEL    33    0    3    3   35   5   0   0   0   0
2012-13  Luleå HF                    SEL     0    0    0    0    0  --  --  --  --  --
--------------------------------------------------------------------------------------
         NHL Totals                        614   21   58   79  460  93   4   8  12  44

```